# Leuvenski generacijski ritual
Leuvenski generacijski ritual (nizozemski: Jaartallenleven van Leuven), poznat i kao istogodišnjaci (Mannen van het jaar genoemd), čini repertoar tradicionalnog ritualnog sazrijevanja muškaraca od desetogodišnjaka do pedesetogodišnjaka koji žive u ili oko belgijskog grada Leuvena (Flamanski Brabant). Ritual potiče identitet i osjećaj kontinuiteta, kako za grad tako i samim članovima, te je postao značajan dio Leuvenske urbane kulture. Zbog toga je Leuvenski generacijski ritual upisan na UNESCO-ov popis nematerijalne svjetske baštine u Europi 2011. god.
Ritual započinje u dobi od četrdeset godina s ceremonijom osnivanja dobne skupine četrdesetogodišnjaka, tzv. „godište nastanka” (opkomend jaartal). Nakon toga slijede tzv. „aktivne godine” (cctieve jaartallen) u kojima skupine organiziraju razne društveno-kulturne i filantropske aktivnosti. Vrhunac rituala je u godini kada skupina slavi pedeseti rođendan, i to na Abrahamov dan u ožujku proslavom na središnjem gradskom trgu (Grote Markt, na slici desno. Pored gradske vijećnice se može vidjeti stablo s prstenom koje svake godine drugi istogodišnjaci podižu slaveći svojih 50 godina) ispred kipa proroka Abrahama. Svaka dobna skupina bira svoju medalju, zastavu i uniformu, na što ih potiče dvadesetak „kumova” koji pripada dobnoj skupni od prije deset godina. Članovi slave život tijekom prošlog desetljeća, a dobna skupina nestaje tek kada posljednji član premine. Danas postoje 54 dobne skupine. U njima se štuju međugeneracijske vrijednosti otvorenosti, prijateljstva, solidarnosti i predanost njihovoj skupini i samom gradu. U ovim skupinama razlike u podrijetlu, društvenom ili socijalnom statusu, te politička, filozofska ili vjerska orijentacija, nemaju nikakvog značaja. Jedini uvjeti za sudjelovanje su da se pripadnik rodio u istoj godini. Žene, iako ne sudjeluju izravno, imaju značajnu ulogu kao kume i simpatizeri.
Ne zna se zasigurno kada je nastao ovaj običaj, ali prva zabilježena generacija istogodišnjaka je bila ona koja se okupila u kafeu De Biekorf 1890. godine, tzv. „generacija 1840.” Grad Leuven čini sve što može kako bi sačuvao ovu tradiciju, pa se u podrumima veličanstvene gotičke gradske vijećnice nalazi i stalna postavka ovih rituala. Tu je i sjedište „Kraljevskog udruženja generacijskog rituala Leuvena”. God. 2011. 134 Leuvenskih istogodišnjaka su sudjelovala u ovom ritualu.

## Vanjske poveznice
- Povijesni grad Geraardsbergen  Arhivirana inačica izvorne stranice od 24. rujna 2015. (Wayback Machine) (engl.)